# Wyspa skarbów (film 1982)
Wyspa skarbów (ros. Остров сокровищ, Ostrow sokrowiszcz) – radziecki trzyczęściowy film z 1982 roku w reżyserii Władimira Worobjowa powstały na podstawie powieści Roberta Louisa Stevensona o tej samej nazwie. 

## Obsada
- Oleg Borisow jako John Silver

## Wersja polska
- Wersja polska: Studio Opracowań Filmów w Warszawie
- Reżyseria: Henryka Biedrzycka
- Dialogi: Elżbieta Kowalska
- Dźwięk: Stanisław Uszyński
- Montaż: Gabriela Turant (cz. I, III), Anna Szatkowska (cz. II)
- Kierownictwo produkcji: Mieczysława Kucharska

Źródło: